# Myles Kennedy

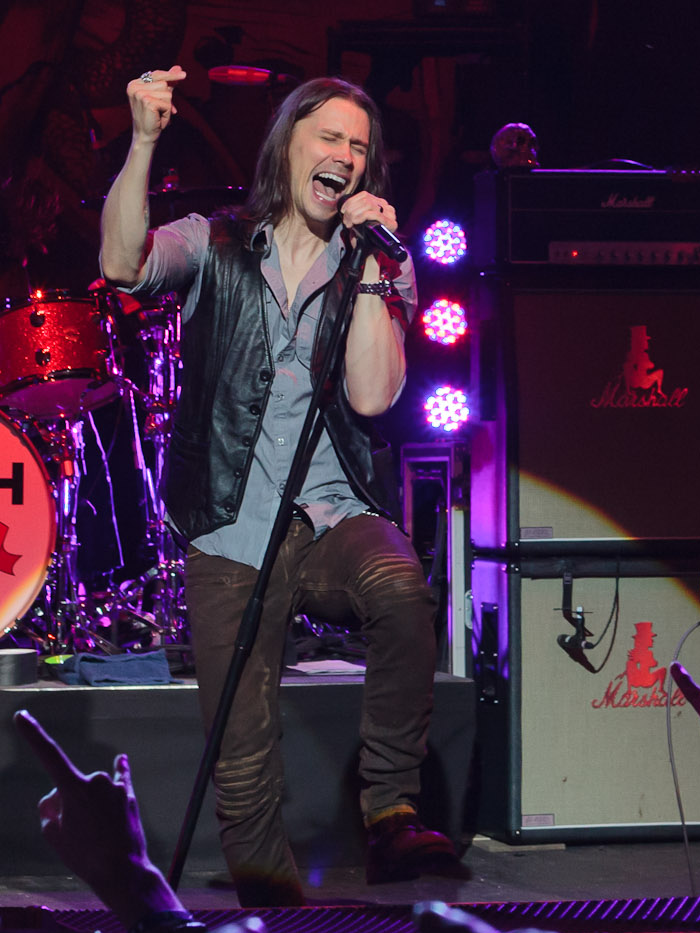
Myles Kennedy

Richard Myles Kennedy (27/11/1969 - actualitat) és un cantant, compositor i guitarrista nascut al nord Idaho i criat a Spokane, Washington. Myles Kennedy és un important vocalista conegut en el món del rock per la capacitat d'afinar notes molt agudes. Hi ha fins i tot qui compara la seva veu amb la d'Axl Rose.

## Biografia
Myles Kennedy es va criar a Spokane, Washington després de mudar-se de molt petit des del nord d'Idaho. Va estudiar a la Mead High School on va coincidir amb els seus futurs companys de Mayfield Four Marty Meisner, Zia Uddin i Craig Johnson.
Va començar amb la música als 15 anys, tenint com a referència a Jimmy Page. Imitava tots els clàssics del rock amb una raqueta com a guitarra, i inicialment, ni tan sols considerava l'opció d'aprendre a tocar-la, li semblava massa difícil. Quan per fi es va decidir a tocar-la, el seu pare es va oferir a pagar-li per netejar els estables dels cavalls perquè Myles pogués aconseguir comprar-se una guitarra.
Mentre que com a guitarrista l'influeixen grups des de Led Zeppelin a John Sykes i Blue Murder, com a vocalista, l'influeixen els àlbums de Stevie Wonder i Marvin Gaye.
Durant la secundària, Myles va tocar en un grup de Heavy Metal anomenat Bittersweet amb el que seria el bateria de Mayfield Four, Zia Uddin. després de graduar-se, Myles va anar al programa d'estudis “Commercial Music/Jazz Studies” i va ser llavors quan va mostrar els seus talents com a guitarrista de jazz amb la banda Cosmic Dust Fusion Band (la qual va deixar el 1991).
A la dècada del 1990, Myles va canviar el seu so i es va centrar en un so més semblant a la música R & B de Stevie Wonder i Marvin Gaye. Va acabar formant un grup amb un so molt diferent però que era el de moda en aquell moment: Citizen Swing; amb un so que fusionava rock i R & B, Citizen Swing va publicar 2 àlbums, “Cure Me With the Groove” i “Deep Down”.
Poc després del llançament de Deep Down, Citizen Swing es va dissoldre, i Myles va formar una nova banda amb un so diferent: The Mayfield Four. El 1997, s'havia enregistrat un EP de 3 cançons que va cridar l'atenció de la discogràfica Epic. Seguidament, van llançar un EP en directe. L'any següent, van llançar el seu primer disc: Fallout, al qual el van seguir 15 mesos de gira.
Després de la gira Fallout, el guitarrista Craig Johnson va abandonar la banda deixant sols a Myles, Marty i Zia per compondre i gravar el seu segon treball: Second Skin. El nou àlbum tenia un so mes hard-rock. Va ser també durant aquest temps que Myles va encarnar un paper en la pel·lícula Rockstar (2001).
Per la gira de Second Skin, Mayfield Four va afegir el líder Modwheelmood(i actual teclista), Alessandro Cortini a les guitarres. Van estar de gira per tot Estats Units amb Everclear,American Hi-Fi i Flipp.
Mayfield Four, va fer la seva última aparició en públic l'octubre de 2001. El 2002 Mayfield Four, es va separar, ja que, com Myles cita, “Em sentia com el motor que estava empenyent la banda”. Myles va començar a treballar en noves cançons en solitari, però en aquest moment, es va causar danys a l'oïda escoltant música amb auriculars a un volum massa elevat. Això va donar lloc a tinnitus, terme utilitzat per descriure el brunzit que escolten algunes persones quan no hi ha soroll. Myles es va quedar amb la possibilitat de no poder tocar mai més, però ell va seguir treballant en la seva música, però amb un enfocament més acústic.
A finals de novembre de 2003, Mark Tremoti es va posar en contacte amb Myles per preguntar-li si estava interessat a gravar pistes de veu per algunes de les cançons que havia escrit. El resultat va ser la formació d'Altre Bridge el gener de 2004, amb Myles, Mark Tremonti, Brian Marshall i Scott Phillips. Mark ja havia escrit la major part de cançons per “One Day Remains”, encara que Myles va co-escriure “Find the Real”, “One Day Remains,” “Open Your Eyes”, “Metalingus” i “The End is Here” amb Tremonti. L'àlbum va arribar a ser disc d'or amb múltiples gires per Estats Units i Europa a partir del 2004-2005.

## Carrera musical

### Bandes

#### Citizen Swing
Aquest va ser la banda amb el que Myles es va iniciar com a guitarrista i vocalista. Era una banda de jazz original de Spokane, Washington, que no era massa coneguda, però que ha guanyat bastant reconeixement a mesura que Myles ha anat guanyant importància en el món de la música rock. La banda va publicar dos discos abans de dissoldre’s: “Cure Me With the Groove” i “Deep Down”.

#### Mayfield Four
Aquesta va ser la banda on Myles va créixer realment com a guitarrista i com a vocalista. La banda es va formar el 1996 i es va dissoldre el 2002, i durant aquest període, van publicar dos àlbums, “Fallout” i “Second Skin”; i quatre singles, “Always”, “Don't Walk Away”, “Eden” i “Sick and Wrong”.

#### Alter Bridge
Alter Bridge és una banda que es va formar el 2004 i que encara continua tocant, que va ser format pels ex-membres de Creed i Myles Kennedy. Alter Bridge va publicar el seu primer disc, “One Day Remains”, el 10 d'agost de 2004. Aquest va arribar a ser reconegut com a disc d'or als Estats Units i com a disc de platí internacionalment.
El seu segon àlbum, “Blackbird”, va ser publicat el 10 d'octubre de 2007, i va ser un disc amb gran renom, fins i tot la revista Guitar Magazine va qualificar el solo de la cançó “Blackbird” com el millor solo de tots els temps.

### Projectes en solitari i col·laboracions

#### Projectes en solitari
A principis de 2009, Myles va anunciar que iniciaria un projecte paral·lel a Alter Bridge en solitari. Myles descrivia el nou projecte com a “somiador i no agressiu”. L'1 de febrer de 2010, Slash va anunciar en el seu Facebook que apareixeria en un disc en solitari de Myles Kennedy. Myles havia somiat originalment que llençaria el seu àlbum el 2010, però des de llavors ha posposat el seu llançament. Myles assegura que està massa ocupat per publicar el seu disc, però ell vol publicar-lo el 21 de desembre de 2012 com a broma, tot i que no es coneix encara una data segura de llançament. Myles, ha realitzat dos concerts benèfics en solitari: un organitzat per Paul Reed Smith Guitars PRS, amb tots els beneficis dirigits als pacients amb càncer; i un altre a favor dels nens víctimes d'abusos.

#### Col·laboracions amb Slash
Myles, s'ha guanyat un gran nom per les seves col·laboracions amb l'ex-guitarrista de Guns N'Roses Slash. A finals de 2009, Myles va anunciar que treballaria amb Slash en l'àlbum “Slash” que va acabar dient-se “Slash and Friends”. Més tard, Slash va anunciar que havia escollit a Myles per cantar i co-escriure l'última cançó “Starlight”. En l'àlbum hi apareixien diversos cantants fent col·laboracions amb Slash, però es diu que en l'últim moment, Slash li va demanar a Myles de co-escriure una altra cançó anomenada “Back from Cali” que es va afegir a l'àlbum en l'últim moment.
El 3 de febrer de 2010, Slash va anunciar que Myles seria el vocalista de la seva banda durant la gira. Després d'aquesta gira, i d'una aparició en el programa That Metal Show, Slash va anunciar que llençarien un nou disc juntament amb Myles com a únic vocalista. Aquest disc es va llençar el 22 de maig de 2012 amb el nom de “Apocalyptic Love”.